# William R. Webb
William R. Webb (Person megye, 1842. november 11. – Bell Buckle, 1926. december 19.) az Amerikai Egyesült Államok szenátora (Tennessee, 1913).